# Gary Glitter
Pour les articles homonymes, voir Glitter.
Gary Glitter, de son vrai nom Paul Francis Gadd, est un auteur-compositeur-interprète britannique né le 8 mai 1944 à Banbury, dans l'Oxfordshire (Angleterre). Il connaît le succès dans les années 1970 comme l'un des principaux représentants du courant glam rock aux côtés de David Bowie, Roxy Music et T. Rex. Trois de ses singles deviennent n°1 des ventes dans son pays natal en 1973-1974 : I'm the Leader of the Gang (I Am), I Love You Love Me Love et Always Yours.
Il est impliqué dans plusieurs affaires de pédophilie et d'abus sexuel à partir de la fin des années 1990. Le 27 février 2015, il est condamné au Royaume-Uni à seize ans d'emprisonnement pour actes pédophiles.

## Biographie

### Carrière musicale
Il enregistre quelques disques dans les années 1960 sous le nom de Paul Raven, sans succès.[réf. nécessaire] Rock and Roll (Part 1) et Rock and Roll (Part 2) sont éditées sur les deux faces d'un même 45 tours en 1972 sous le nom de Gary Glitter. Rock and Roll (Part 2) est l'un des titres les plus diffusés en discothèque cette année-là. C'est devenu un hymne pour tous les sportifs du dimanche, étant souvent diffusée pendant les matchs de football américain aux États-Unis et dans les matchs de hockey aux États-Unis et au Canada. Elle a également été reprise dans de nombreux films comme Joker, L'Enfer du dimanche, ou encore The Full Monty.
Vêtu d'un costume à paillettes argenté et d'immenses bottes à semelles compensées, Gary Glitter acquiert une certaine popularité durant la vague glam rock. La plupart de ses chansons de 1973 et 1974 comme Do You Wanna Touch Me (Oh Yeah), I'm the Leader of the Gang ou I Love You Love Me Love sont classées no 2 ou no 1 au Royaume-Uni. Puis, cette période de succès terminée, il dilapide toute sa fortune en seulement deux ans. Il ne retrouvera jamais le chemin du succès[réf. nécessaire].
En 1995, il est crédité avec Mike Leander et Noel Gallagher pour la chanson Hello d'Oasis. Elle figure sur l'album le plus vendu d'Oasis, (What's the Story) Morning Glory? qui compte 22 millions d'exemplaires écoulés dans le monde. Noel Gallagher est accusé de plagiat de la chanson Hello Hello I'm Back Again.
Rock and Roll (Part 2) (en) est utilisé en 2019 dans le film Joker de Todd Phillips, dans une scène où le Joker danse en ville dans des escaliers, ce qui crée la polémique, parce que Glitter pourrait toucher une somme d'au moins un million de livres. Néanmoins, les ayants droit du morceau, Snapper Music (en), qui a acheté les droits en janvier 1997, juste avant les problèmes judiciaires de Glitter, et Universal Music Publishing Group, qui possède les droits aux États-Unis, ont affirmé que Glitter ne touchera pas de royalties,,.
Selon la presse britannique, il aurait, à Cuba, un fils, Gary Pantoja Sosa, né en 2001 d’une relation avec une jeune Cubaine, qu’il continue à financer grâce à ses droits d’auteur.  

### Affaires judiciaires
En 1997, Gary Glitter est arrêté au Royaume-Uni pour téléchargement de contenus pédopornographiques et passe quatre mois en prison. Relâché à mi-peine, il s'enfuit à l'étranger, probablement à Cuba, avant de gagner le Cambodge. Soupçonné d'abus sexuel sur mineur, il est contraint de quitter le Cambodge en 2002 et s'installe au Viêt Nam, où il est arrêté et condamné en mars 2006 à trois ans de prison ferme pour abus sexuel sur mineurs (deux Vietnamiennes de 10 et 11 ans).  Le chanteur, qui a toujours clamé son innocence, sort de prison le 19 août 2008.
Le 28 octobre 2012, il est arrêté dans le cadre de l'affaire Jimmy Savile,. Le 27 février 2015, il est condamné au Royaume-Uni à seize ans d'emprisonnement pour actes pédophiles.

## Discographie
Discographie de Gary Glitter (en)
- 1972 : Glitter (en)
- 1973 : Touch Me
- 1974 : Remember Me This Way (en concert)
- 1975 : G. G.
- 1977 : Silver Star
- 1984 : Boys Will Be Boys
- 1991 : Leader II
- 2001 : On